# Котковский, Владислав
Владислав Котковский (пол. Władysław Kotkowski; около 1840 — 27 ноября 1866, Иркутск) — польский повстанец, участник январского восстания 1863 года, один из организаторов и руководителей Кругобайкальского восстания 1866 года.

## Биография
Работал чиновником варшавской таможенной службы.
Активный участник подготовки польского восстания 1863 года. Был членом «народной жандармерии».
8 ноября 1862 осуществил успешную террористическую акцию по ликвидации Павла Фелькнера, начальника тайного отдела канцелярии наместника. После подавления восстания был арестован, разжалован в солдаты и отправлен в Харьков, где проходил службу до 1865, когда была установлена его причастность к убийству высокопоставленного чиновника. Котковский был отправлен в варшавскую Александровскую цитадель, где повторным судом был приговорён к 15 годам каторжных работ в Забайкалье.
Весной 1866 В. Котковский оказался в окрестностях Иркутска, где установил контакт с поляками-заговорщиками, в частности с Густавом Шарамовичем. В это время Котковский был переведён в группу из 146 поляков из так называемых привилегированных каторжан (состоящей из представителей шляхетских семей) и стал заместителем руководителя группы Якова Рейнера.
Летом 1866 года часть каторжников-поляков, работавших на строительстве Кругобайкальского тракта, организовала заговор и решила напасть на конвой, обезоружить его и пойти дальше в Забайкалье, с целью освобождения других польских ссыльных, а затем бежать через Монголию в Китай в надежде найти английские корабли, чтобы через Америку вернуться в Европу.
Возглавляли восстание 48-летний Нарциз Целинский, бывший капитан русской армии (ранее, при Николае I, сосланный на Кавказ), и 30-летний пианист Густав Шарамович. Их помощниками были Владислав Котковский и Яков Рейнер.
Вечером 24 июня 1866 одна из култукских партий (48 поляков) напала на своих конвойных, отняла у них оружие и, захватив лошадей, отправилась дальше по тракту на почтовую станцию Амурскую, где также разоружила солдат, испортила телеграфное сообщение с Иркутском, и с примкнувшими к ней людьми двинулась далее.
В ходе восстания В. Котковский командовал взводом стрелков «сибирского легиона вольных поляков» (как называли себя восставшие). Ночью 27 июня повстанцы во главе с Рейнером и Котковским пришли на станцию Лихановскую. Солдаты, охранявшие станцию, забаррикадировались в станционном доме и отстреливались через окна. Им на выручку подошёл отряд майора Рика (80 человек), переправившийся на пароходе через Байкал. Повстанцы подожгли станционное строение и отступили. Солдаты преследовали «сибирский легион вольных поляков» до реки Быстрой, где 28 июня у моста неподалёку от ст. Мишиха произошёл решающий бой, в котором поляки были разгромлены, а их отдельные группы рассеялись и три недели блуждали по тайге, пытаясь пробиться к китайской границе. Против них были посланы крупные силы, которые несколько раз вступали с ними в боевые столкновения: 9 июля — в долине реки Темник, затем 14 июля — в урочище Урбантуй и наконец 25 июля снова в долине реки Темник; в последней стычке остатки поляков, расстреляв все боеприпасы, сдались. Котковский был схвачен казаками 9 августа 1866.

### Арест и казнь

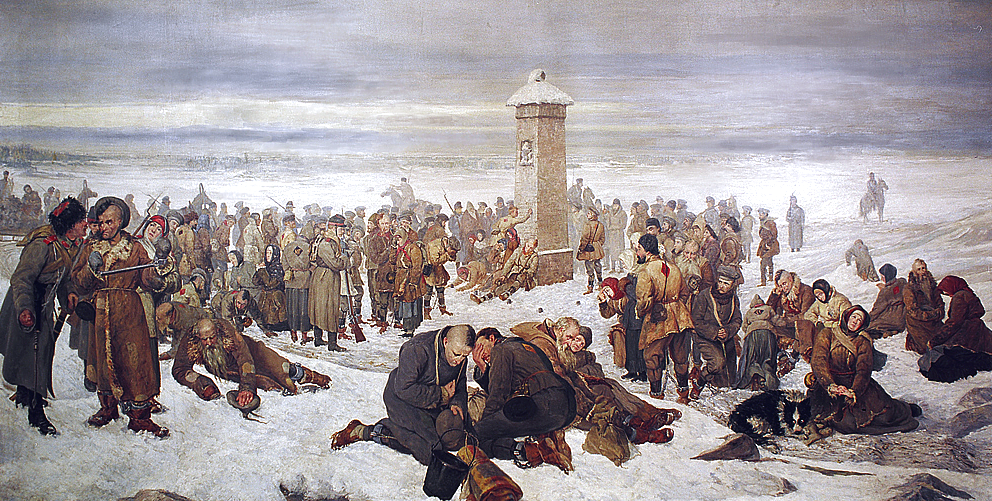
Ссылка в Сибирь. «Прощание с Европой»
худ. А. Сохачевский

После подавления мятежа вместе с 680 другими повстанцами Котовский был арестован и доставлен в Иркутск, где 16 августа 1866 началось судебное следствие.
Военно-полевой суд над восставшими проходил в Иркутске с 29 октября по 9 ноября. Всего предстало перед судом 683 человека, из которых виновными было признано 418. Наказанию в конечном итоге были подвергнуты 326 человек: 7 «зачинщиков» были приговорены к расстрелу; 197 участников — к бессрочной каторге, а 122 восставшим был увеличен срок каторги. Генерал-губернатор Восточной Сибири М. С. Корсаков утвердил лишь 4 смертных приговора из семи: Целинскому и Шарамовичу как вожакам восстания, и Рейнеру и Котковскому как «предводителям шаек», сжёгшим Лихановскую. Они были расстреляны 15 (27) ноября 1866 года в Иркутске. В Иркутске в пригороде Ушаковка, на развилке Якутская у подножья гор вблизи р. Ангары.
По одной из версий, Корсаков запросил у Александра II разрешения помиловать приговорённых к смерти; царь такое разрешение дал, но оно опоздало: пришло по почте через месяц после казни первых четырёх приговорённых.